# SO Patras
SO Patras (gr. Σκακιστικός Όμιλος Πατρών, Skakistikos Omilos Patron) – grecki klub szachowy z siedzibą w Patras, mistrz kraju z 1990 roku.

## Historia
Klub założono w 1970 roku, a pierwszym prezesem został Nikolaos Zerwas. W 1971 roku awansował do Alpha Ethniki. W 1983 roku zajął trzecie miejsce, jednak został relegowany za udział nieuprawnionego zawodnika. Do najwyższej ligi klub powrócił rok później. W 1985 roku do klubu dołączył Wasilios Kotronias, SO Patras zajął wtedy trzecie miejsce w lidze, natomiast w 1988 roku uzyskano wicemistrzostwo. W drugiej połowie lat 80. klub czterokrotnie (1985, 1988, 1989, 1990) zdobył Puchar Grecji. W 1990 roku SO Patras zdobył mistrzostwo kraju. W sezonie 1991/1992 klub uczestniczył w Pucharze Europy, odpadając w pierwszej rundzie z CE Genève. W 1993 roku zespół spadł do Beta Ethniki, a dwa lata później do Gamma Ethniki. W 1999 roku klub spadł do ligi regionalnej. W roku 2003 nastąpiła fuzja z AO Triamwos Patras i przejęcie jego szachistów. W 2004 roku klub powrócił do Beta Ethniki, z której uzyskał następnie awans. W 2005 roku w klubie grali m.in. Andrij Wołokitin i Melanie Ohme; uzyskano wówczas szóste miejsce w lidze. Rok później zespół spadł z ligi. Do Alpha Ethniki zespół powrócił w 2009 roku. W 2013 roku zespół zajął siódme miejsce w lidze.

## Arcymistrzowie w historii klubu
- Arik Braun[7]
- Wasilios Kotronias[1]
- Parimarjan Negi[1]
- Andrij Wołokitin[1]